# Canton de Vrigny
Le canton de Vrigny, appelé aussi canton de Vrigny-aux-Bois, est une ancienne division administrative française du district de Pithiviers situé dans le département du Loiret.

## Histoire
Le canton est créé le 10 février 1790 sous la Révolution française et disparaît en 1801 (9 vendémiaire, an X) sous le Consulat.
Les communes du canton sont redistribuées dans deux cantons : Ascoux, Bouzonville-aux-Bois et Laas sont reversées dans le canton de Pithiviers, tandis que Bouilly-en-Gâtinais, Chambon-la-Forêt, Limiers et Vrigny sont reversées dans le canton de Beaune.

## Géographie
Le canton de Vrigny comprend les sept communes suivantes : Ascoux, Bouilly-en-Gâtinais, Bouzonville-aux-Bois, Chambon-la-Forêt, Laas, Limiers, Vrigny.